# چوک-تال (شهرستان ایسیق‌کول)
چوک-تال (قرقیزی: Чок-Тал) یک روستا در قرقیزستان است که در شهرستان ایسیق‌کول واقع شده‌است. چوک-تال ۱٬۶۹۴ نفر جمعیت دارد و ۱٬۶۲۵ متر بالاتر از سطح دریا واقع شده‌است.